# Alexandrosz Héliosz
Alexandrosz Héliosz, latinosan Alexander Helius (Alexandria, i. e. 40. december 25. – Róma, i. e. 20 után) Marcus Antonius római hadvezér, politikus és VII. Kleopátra egyiptomi királynő gyermeke volt. 

## Élete
Ikertestvérével, Kleopátra Szelénével együtt Kr. e. 40-ben született, és apja önkényesen a királyok királya, valamint a Héliosz címekkel ruházta fel. Antonius szándéka az volt, hogy Alexandrosz fiát Armenia, illetve az Eufrátesz és Indus vidéke között meghódítandó területek uralkodójává teszi. Levelet is küldött a senatusnak Rómába, hogy erősítsék meg intézkedéseit. Octavianus azonban széles közönség előtt hozta nyilvánosságra a levél tartalmát, amely a keleti despotasággal megvádolt Antonius elleni lejáratókampány része volt.
Miután Kr. e. 34-ben meghódította Arméniát, Antonius fiát eljegyezte Jotapével, Artavaszdész Média Atropaténé-i király lányával. Kr. e. 30-ban Octavianus meghagyta Antonius és Kleopátra gyermekeinek életét, akiket nővére, Octavia vett magához féltestvérükkel, a Fulvia Antonia és Antonius házasságából született Iullus Antoniusszal együtt. Ezek után együtt nevelkedett Octavia gyermekeivel. További sorsa ismeretlen.